# Martin Weiss (SS-Mitglied)
Martin Weiss (* 21. Februar 1903 in Karlsruhe; † 30. September 1984 ebenda), Schreibweise auch Martin Weiß, war ein deutscher SS-Hauptscharführer. Er war Angehöriger des Einsatzkommandos 3, danach beim Kommandeur der Sicherheitspolizei und des SD Litauen, Außenstelle Wilna. Er wurde am 3. Februar 1950 in Würzburg wegen Beihilfe zum Mord an mindestens 30.000 Juden sowie mehrfachen Mordes zu lebenslanger Haft verurteilt.

## Leben
Martin Weiss war ein Sohn eines Karlsruher Klempnermeisters, er hatte sieben Geschwister. Nach dem Besuch der Bürgerschule erlernte er den Beruf seines Vaters und gehörte als Jugendlicher dem Wandervogel an. Von 1923 bis 1927 hielt er sich bei einem älteren Bruder in Argentinien und Paraguay auf, der dort eine Farm gründete. Zurück in Karlsruhe besuchte er die Spengler- und Installationsfachschule und legte die Meisterprüfung mit Auszeichnung ab. Nach dem Tod des Vaters übernahm er mit einem Bruder das Geschäft, das er seit 1933 allein führte. Weiss heiratete 1930 und hatte drei Kinder. 1934 trat er der Reiter-SS bei und wurde 1937 – nach der Lockerung der Mitglieder-Aufnahmesperre – Mitglied der NSDAP.
Weiss wurde am 5. September 1939 zur Wehrmacht eingezogen und vom SS-Erfassungsamt als SS-Angehöriger der Waffen-SS zugeteilt. Nach dem Frankreich-Feldzug wurde er im August 1940 aus dem Wehrdienst entlassen, arbeitete wieder in seinem Handwerksbetrieb, wurde aber im März 1941 wieder eingezogen und im Ausbildungslager Düben der Einsatzgruppe A, Einsatzkommando 3 zugeteilt. Seit März 1943 hatte er den Dienstgrad eines SS-Hauptscharführers.

### Ermordung von Juden
Weiss kam als Angehöriger des Einsatzkommandos 3 am 2. Juli 1941 nach Kaunas. In den folgenden Wochen gehörte er wahrscheinlich einem Teilkommando an, das nach Daugavpils (Dünaburg) und weiter in die Richtung von Pskow (Pleskau), Nowoselje und Luga in Marsch gesetzt wurde, laut seinen eigenen Aussagen zur „Säuberung des rückwärtigen Frontgebietes“. Wohl um den 10. Oktober 1941 wurde Weiss zur Außenstelle Wilna des Kommandeurs der Sicherheitspolizei und des SD versetzt.
Die „Aktion der gelben Scheine“ im Ghetto Vilnius Ende Oktober 1941 war die erste größere Erschießungsaktion, an der er persönlich beteiligt war; Zeitzeugen erinnerten sich daran, dass er Selektionen vornahm. Bei dieser Aktion wurden die Juden, die keine neuen Arbeitsscheine erhalten hatten, ermordet. Im Mai oder Juni 1942 erhielt er die Funktion des Verbindungsmanns zum litauischen Sonderkommando Ypatingis burys. Er gehörte damit zu den unmittelbaren Gewalthabern über das Ghetto Vilnius und leitete die Erschießungen in der Tötungsstätte Ponary, die das Sonderkommando vornahm. Er befehligte das Sonderkommando bei seinen Aktionen, wählte oft persönlich die zu Erschießenden aus, erteilte die für die Exekutionen erforderlichen Befehle, überwachte deren Ausführung und hatte dafür zu sorgen, dass auf Flüchtende geschossen wurde. In manchen Fällen erteilte er selbst die Feuerbefehle. Zeitweise war er Chef des Lukiškės-Gefängnisses. Zahlreiche Zeugenaussagen belegen, dass er auch persönlich ungewöhnlich grausam gegen seine Opfer vorging. Weiss war unter anderem direkt an der Ermordung von Jacob Gens beteiligt und gab dies in den Nachkriegsermittlungen auch zu. Von Zeitzeugen wird seine Anwesenheit 1943 bei der Erschießung von 4000 Juden und der Selektion von Kindern und arbeitsuntauglichen Juden aus dem Heereskraftpark Wilna geschildert.

### Sonderkommando 1005
Weiss hatte bereits im April 1943 bei einer Führung über das Gräberfeld von Ponary die Stellen genau bezeichnet, an denen sich die Massengräber der „Kinderaktion“, des „Yom-Kippur-Massakers“ oder auch die Gräber hingerichteter Polen befanden. Im September 1943 wurde er ausgewählt, um den Arbeitseinsatz des Sonderkommandos 1005 zur Enterdung und Verbrennung der Leichen zu koordinieren. Die Arbeiten begannen Ende November/Anfang Dezember 1943. Etwa 80 Häftlinge, die streng bewacht und zusätzlich mit Fußketten an einer Flucht gehindert wurden, mussten die Gräber öffnen, die Leichen herauszerren, sie auf Scheiterhaufen legen und die Asche nach Zahngold durchsieben. Bei einem Ausbruchsversuch überlebten elf Häftlinge, die zu den Partisanen stießen. Ein neues Häftlingskommando setzte die Beseitigung von insgesamt 80.000 bis 90.000 Leichen fort; als „Geheimnisträger“ wurden sie zum Schluss erschossen.
Nach eigenen Angaben in der späteren Vernehmung in Würzburg blieb Weiss bis zum 12. oder 14. Juli in Vilnius und floh dann mit 25 Mitgliedern der Ypatingis burys Richtung Tilsit. Was er die nächsten Monate tat, ist nicht bekannt; Ende April 1945 wurde er jedenfalls verwundet, kam in ein Lazarett nach Kopenhagen und schließlich in britische Kriegsgefangenschaft, aus der er nach seiner Aussage Ende August 1945 entlassen wurde.

### Nach dem Krieg
Nach seiner Entlassung aus der Kriegsgefangenschaft tauchte Weiss unter, wohl in der Befürchtung, dass nach ihm gefahndet werde. Er meldete sich in Frankfurt am Main an und arbeitete dort bis Ende 1945 als Spengler. Seine Frau traf er in dieser Zeit nur heimlich, bald darauf brach er den Kontakt zu ihr ab und änderte seinen Namen in Ernst Martin. Unter diesem Alias zog er zunächst in das Spessartdorf Kempfenbrunn, wo er erneut Arbeit als Spengler fand, dann nach Hopferstadt in der Nähe von Ochsenfurt. Nach Angaben seiner Frau erkundigten sich in dieser Zeit ein Polizist und ein amerikanischer Soldat bei ihr nach seinem Aufenthaltsort. Im April 1947 trat er eine Stelle als Hausmeister am Krankenhaus Ochsenfurt an. Anfang 1949 bat er schriftlich in Argentinien um Informationen zu Einreisemöglichkeiten und forderte parallel beim amerikanischen Generalkonsulat in München Formulare für eine Einreisegenehmigung in die Vereinigten Staaten an. Offensichtlich befürchtete er eine Strafverfolgung.
Bereits im Nürnberger Prozess gegen die Hauptkriegsverbrecher 1946 waren die Taten von Weiss in Vilnius zur Sprache gekommen, und zwar in der Aussage des Zeugen Abraham Sutzkever zum Ghetto Wilna am 69. Verhandlungstag. Sutzkever berichtete unter anderem von der Erschießung eines elfjährigen Mädchens im Ghetto durch Weiss.
Beim Zentralkomitee der befreiten Juden in der amerikanischen Zone in München (vgl. Zentralrat der Juden in Deutschland#Geschichte) lagen bereits 1947 Aussagen von ehemaligen Ghettobewohnern vor, die Weiss des Massenmordes beschuldigten. Das Zentralkomitee informierte Behörden in Weiss’ ehemaligem Wohnort Karlsruhe, und daraufhin ordnete der öffentliche Kläger der Spruchkammer Karlsruhe im Juli 1947 seine Festnahme an, sobald man ihn ausfindig machen konnte. Es dauerte jedoch noch fast zwei Jahre, bis das gelang. Zum Erfolg führte ein Fahndungsaufruf mit Foto im Bayerischen Polizeiblatt, der am 13. Mai 1949 veröffentlicht wurde. Am 24. Mai 1949 wurde Weiss in Ochsenfurt festgenommen, wo er immer noch als Hausmeister im örtlichen Krankenhaus arbeitete. Die Fahndung nach weiteren, insbesondere höherrangigen Tätern, unter anderem Karl Jäger, blieb zunächst ohne Erfolg. Immerhin konnte mit August Hering ein weiterer Verbindungsmann des SD in Wilna verhaftet werden. Der zuständige Würzburger Staatsanwalt erhielt vom Zentralkomitee Hinweise auf weitere Zeugen und aus Nürnberg Anklageschrift, Urteil und Beweismaterial aus dem Einsatzgruppen-Prozess von 1948.
Am 3. November 1949 erhob die Staatsanwaltschaft Würzburg Anklage wegen Beihilfe zum Mord in 30.000 Fällen und Mordes in 21 Fällen gegen Weiss sowie wegen Beihilfe zum Mord in 4000 Fällen gegen Hering. In der siebentägigen Hauptverhandlung wurden 32 Belastungszeugen gehört und die schriftlichen Aussagen weiterer 22 Zeugen verlesen. Auch eine Aussage von Oskar Schönbrunner, einem Oberzahlmeister der Wehrmacht, der Juden aus dem Lukiškės-Gefängnis vor der Ermordung in Ponary gerettet hatte, soll zur Verurteilung beigetragen haben. Einige Vorwürfe gegen Weiss als Einzeltäter in Mordfällen wurden eingestellt, da die Zeugen bereits ausgewandert und nicht mehr erreichbar waren. Es verblieben schließlich bei Weiss sieben Fälle von Mord sowie 30.000 Fälle von Beihilfe zum Mord. Das Schwurgericht beim Landgericht Würzburg verurteilte ihn aufgrund dieser Taten am 3. Februar 1950 zu lebenslänglicher Haft. Hering wurde wegen Beihilfe, in seinem Fall zum Totschlag, sowie eines Falls von Mord, der in einer Nachtragsanklage hinzugekommen war, ebenfalls zu einer lebenslangen Freiheitsstrafe verurteilt.
Im österreichischen Strafprozess gegen Franz Murer 1963 wurde Weiss als Entlastungszeuge benannt und aus der Haft in der Straubinger Strafanstalt vorgeführt. Im Prozess behauptete er, Murer habe im Ghetto von Vilnius nur die Lebensmittelverteilung überwacht. Im Zuge dieses Prozesses (der mit einem Freispruch für Murer endete) war Murer in einer beeideten Zeugenaussage eines der Morde beschuldigt worden, für die Weiss verurteilt worden war. 1966 ließ das Landgericht Würzburg daher einen Wiederaufnahmeantrag von Weiss bezüglich dieses Mordvorwurfs zu. Am 21. Februar 1967 sprach das Landgericht Weiss von diesem Mordvorwurf frei, da eine Reihe von Beweismitteln darauf hindeutete, dass Murer in diesem Fall der Mörder gewesen sei, jedenfalls aber Weiss’ Täterschaft nicht erwiesen werden könne. Dies führte jedoch nicht zu einer Änderung des Strafausspruchs, da das Urteil wegen der anderen sechs Mordfälle sowie der 30.000 Fälle von Beihilfe zum Mord davon unberührt blieb.
Auf eine Entschließung des bayerischen Justizministeriums hin wurde die Reststrafe von Weiss am 25. Januar 1971 zur Bewährung ausgesetzt und schließlich 1977 auf dem Gnadenwege ganz erlassen.

## Rezeption
Der Prozess gegen Weiss und Hering war das erste Verfahren eines deutschen Gerichts gegen Einsatzgruppentäter, neun Jahre vor dem Ulmer Einsatzgruppen-Prozess. Er weist einige Besonderheiten auf: Zunächst wurden die Angeklagten nicht nur als Gehilfen, sondern auch als Täter, nämlich Mörder verurteilt. Wie Falko Kruse in einer vergleichenden Analyse von NS-Prozessen konstatierte, war das Gericht 1950 offenbar noch nicht zu der später verbreiteten Vorstellung gelangt, dass „das deutsche Volk nur aus einem Täter und 60 Millionen Gehilfen besteht“.
Vor allem aber sah das Gericht von der später üblichen Ermäßigung der Strafe für Mordgehilfen ab und erachtete auch für die Beihilfeverbrechen allein die Höchststrafe, also die lebenslange Freiheitsstrafe als angemessen. Dies begründete es mit dem unfassbaren Umfang der Straftaten und der „unvorstellbaren Grausigkeit und Unmenschlichkeit der Massenhinschlachtungen“. An sich galt für Gehilfen gemäß der Rechtslage vor 1933, dass diese milder bestraft werden mussten als Täter, doch waren Ausnahmen zulässig bei krimineller Vergangenheit der Angeklagten oder besonderer Häufigkeit der Straftaten. Auf eine solche Ausnahme berief sich das Gericht explizit.
Der Historiker Christoph Dieckmann schrieb in einem mit Rūta Vanagaitė veröffentlichten Interviewband, das Urteil gegen Weiss sei eines derjenigen, „deren wir Deutsche uns nicht schämen müssen“.